# Albert Heizer
Albert Heizer (* 10. September 1905 in Passau; † 5. März 2003 in Planegg) war ein deutscher Jurist, Alpinist und Präsident der Sektion Alpenclub Berggeist sowie des Deutschen Alpenvereins (DAV).

## Leben

### Schule und Beruf
In Passau 1905 als Sohn eines Rechtsanwalts geboren, kam er über das Studium und seiner Promotion als Jurist nach München und erhielt hier 1933 die Zulassung als Anwalt. In den Jahren 1943 und 1944 betätigte er sich als Verteidiger vor dem Volksgerichtshof und dem Reichskriegsgerichtshof. Im Februar 1945 wurde seine Kanzlei ausgebombt. Ein Jahr später wurde er als Anwalt in den „Siebenerausschuss“ berufen und im Dezember des gleichen Jahres von der ersten Kammerversammlung in den Vorstand der Kammer München gewählt. Dort wirkte er bis zu seiner Bestellung 1959 zum Mitglied des Ehrengerichts der Rechtsanwaltskammer für den Bezirk des Oberlandesgericht München, dessen Leitung ihm schließlich 1963 übertragen wurde, diese Tätigkeit übte er bis 1971 aus.

### Bürgermeister
Als die Alliierten am 8. Mai 1945, dem Tag der bedingungslosen Kapitulation, in Planegg einen neuen Bürgermeister einsetzten, fiel ihre Wahl nicht zufällig auf den 40-jährigen Rechtsanwalt Albert Heizer. Der hatte bereits während des Deutschen Reichs aus seiner Ablehnung gegenüber den Nationalsozialisten kein Hehl gemacht. Albert Heizer zeichnete sich aus als Demokrat der ersten Stunde. Er und Richard Naumann, sein späterer Nachfolger im Bürgermeisteramt, ergänzten sich hervorragend in der Nachkriegszeit beim Wiederaufbau einerseits und der Lösung humanitärer Aufgaben andererseits.
Die beiden organisierten in der Nachkriegszeit das Beseitigen von Trümmerlandschaften, die Lebensmittelversorgung, führten Kartoffel- und Brennholzaktionen durch, kümmerten sich um die Unterbringung der vielen Flüchtlinge. In den 1950er Jahren begann die Zeit des sogenannten Wirtschaftswunders, hier gewannen Bauvorhaben wie die Schaffung von Wohnraum, der Bau von Schulen, Erweiterung von Kindergarten und Hort, Sanierung des Rathauses und der Ausbau der Polizeidienststelle Priorität.
Albert Heizer besuchte bis ins hohe Alter seine Kanzlei in der Neuhauser Straße, die er an seinen Sohn Peter übergab. Albert Heizer war von 1945 bis 1966 als 1. Bürgermeister und danach noch bis 1972 als Gemeinderat seiner ihm zur Heimat gewordenen Gemeinde Planegg tätig. Sein ehrenamtlicher Einsatz in der Zeit des Wiederaufbaus nach dem staatlichen Zusammenbruch wurde am 13. Dezember 1965 mit dem Bayerischen Verdienstorden und mit dem Ehrentitel „Altbürgermeister“ gewürdigt. 1975 wurde er noch zum Ehrenbürger ernannt.
Sein Sohn Peter war lange Jahre im Planegger Gemeinderat tätig und 22 Jahre zweiter Bürgermeister der Gemeinde.

## Sektion Alpenclub Berggeist
Albert Heizer war 1960 Vorsitzender der Sektion Alpenclub Berggeist sowie Beisitzer und Ältestenrat mit kleinen Unterbrechungen von 1961 bis 2000. Sein Vater Albert Heizer, sowie sein Bruder Hermann und sein Sohn Peter, waren ebenfalls begeisterte Bergsteiger und Mitglieder in der Sektion Alpenclub Berggeist. Sein Vater der Justizrat wohnhaft in Altötting gehörte auch der dortigen Sektion an, für seine Verdienste um die Wiedergründung des Vereins im Mai 1947 wurde er zum Ehrenvorsitzenden ernannt.

### Routen
Albert Heizer war nicht nur ein Funktionär im politischen Bereich und im Deutschen Alpenverein, sondern auch ein sehr guter Bergsteiger in den Ost- und Westalpen. Eine kleine Auswahl seiner Touren: Zischgeles, Weißkogel, Roggalkante, Zimba Ost-Grat, Dreitorspitze Ost-Wand, Marmolata Süd-Wand, Campanile di Val Montanaia, Croda da Lago Nord-Grat, Campanile Alto, Cima Canali, Torre Wundt, Cima Eötvös, Westl. Hochgrubachspitze SO-Grat, Roggspitze S-Kante, Geiselstein SW-Kante. Mit Ski: Rastkogel, Wildkarspitze, Morgenkofel, Gleirscher Rosskogel.

## Deutscher Alpenverein
Der Bergsteiger und Anwalt war maßgeblich an der Wiedergründung des Deutschen Alpenvereins (DAV) nach dem Zweiten Weltkrieg beteiligt. Als sich die Sektionen, welche als „Alpenklubs“ wiedergegründet worden waren, 1947 in Bayern zu einer Landesarbeitsgemeinschaft zusammenschlossen, wurde Heizer auf der Gründungsversammlung zum Vorsitzenden des Verwaltungsausschusses gewählt. Zu dieser Wahl kam es, da der Alpenklub Berggeist, welchem Heizer seit 1937 angehörte, schon damals eine Vereinslizenz besaß. Das Amt blieb ihm auch nach dem Zusammenschluss der verschiedenen Landesarbeitsgemeinschaften zum Alpenverein und schließlich nach der eigentlichen Wiedergründung des Deutschen Alpenvereins e. V. 1950 in Würzburg erhalten. Von 1950 bis 1958 war er zweiter Vorsitzender des DAV und bemühte sich unter anderem sehr erfolgreich um den Wiederaufbau der Museumsruine auf der Praterinsel, die Rückgabe der auf österreichischem Boden gelegenen Hütten des DAV und die Förderung des Bergsteigens.
Verstorben am 5. März 2003 im 98. Lebensjahr wurde er unter großer Beteiligung der Öffentlichkeit, vieler Vereine und Mitbürger seiner Gemeinde, würdig zu Grabe getragen.

## Nachruf
- Rechtsanwaltskammer München. Mitteilungen II/2003. Nachruf. RA Dr. Albert Heizer.

## Werke
- Heizer, Albert. Die Notwehr gegen Angriffe auf die Ehre. Kulmbach, 1932.